# Maurice B. Clark
Maurice B. Clark (ur. 1827, zm. 1901) – amerykański przedsiębiorca, wspólnik w działalności gospodarczej Johna D. Rockefellera razem ze swoimi braćmi, Jamesem i Richardem. Clark pochodził z Malmesbury w Anglii i wyemigrował do Stanów Zjednoczonych w 1847 roku. Studiował z Rockefellerem w Folsom’s Commercial College w stanie Ohio. Podczas amerykańskiej wojny domowej (1863) dwoje partnerów weszło w biznes naftowy. Ostatecznie, Rockefeller wykupił udziały Clarka i jego braci w przedsiębiorstwie na aukcji za 72,500 dolarów.